# Tuchtschool

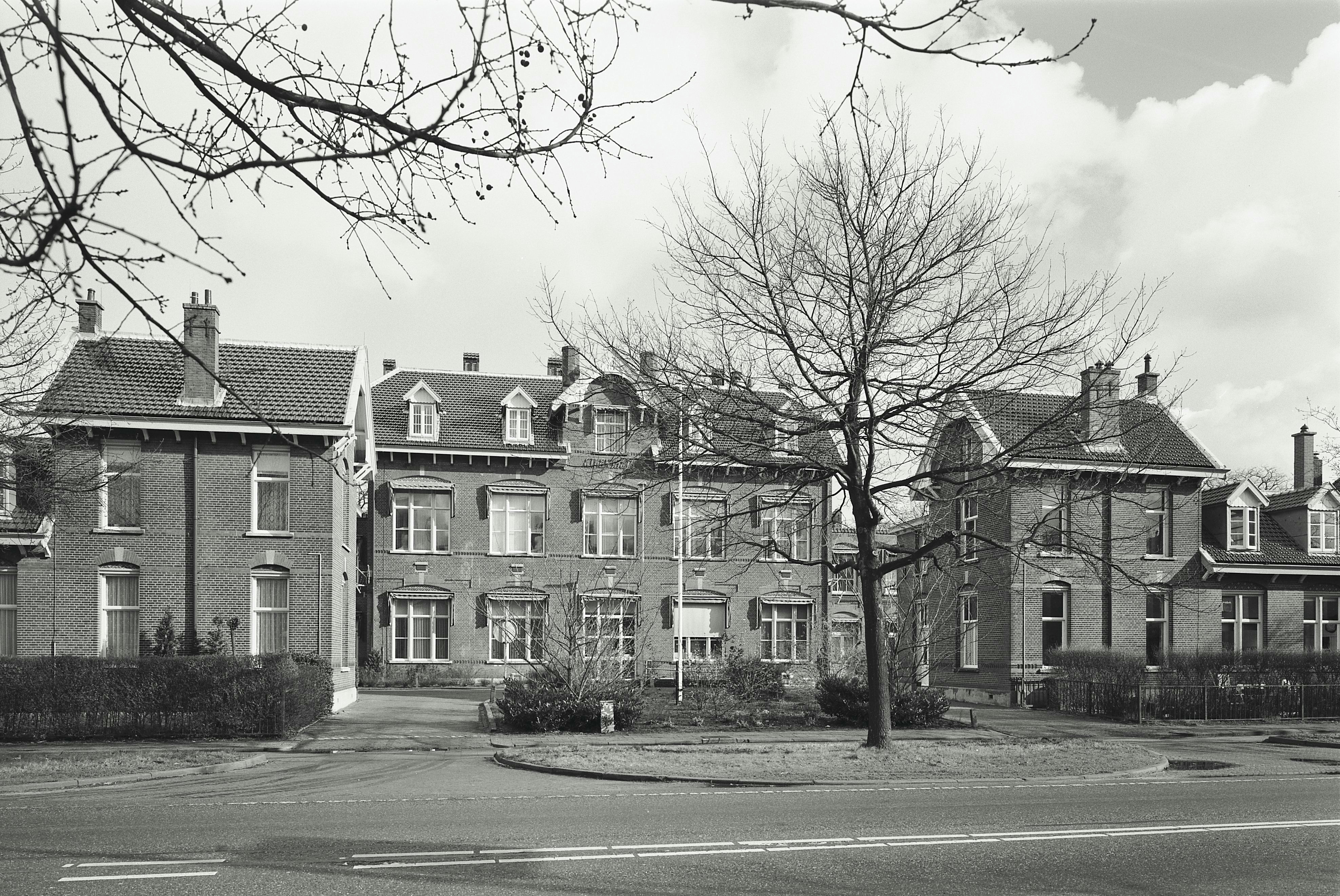
Tuchtschool voor meisjes in Zeist (1905)

Een tuchtschool (Engels: reform school) is een instelling voor minderjarigen die de wet hebben overtreden en die verplicht onderricht worden in sociaal gewenst en acceptabel gedrag. Een tuchtschool is een alternatief voor een meer reguliere strafinrichting.

## Tuchtscholen in Nederland
Tuchtscholen in Nederland zijn het resultaat van de Kinderwetten van 1901. De tuchtscholen waren bedoeld om kinderen in een relatief korte tijd te leren dat het noodzakelijk is zich te onderwerpen aan de zedelijke en maatschappelijke orde. Binnen de scholen werd een strenge tucht gehanteerd. In totaal waren er vier scholen voor jongens en een voor meisjes. Met de kinderwetten werden de toenmalige jeugdgevangenissen afgeschaft. De Justitiële Jeugdinrichtingen zijn de opvolgers van de tuchtscholen.

## Verder lezen
- Leonieke Boendermaker en Jolande uit Beijerse, Opvoeding en bescherming achter 'tralies'. Jeugdinrichtingen tussen juridische beginselen en pedagogische praktijk. Uitgeverij SWP, Amsterdam, 2008. ISBN 9789066658745